# 不規則合金
不規則合金（ふきそくごうきん、Random alloy）：合金において、各構成金属元素の原子配置が不規則（ランダム）なもの。配置が乱れているので、周期的境界条件はなく、単位胞も定義できない。但し、各原子の位置までは乱れていないので、各原子の位置に関しての周期性は失っていない。このため、配置の乱れを無視し、原子位置のみに関しての単位胞は定義できる（この意味では、金属結晶としての性質を失ってはいない）。
特に、成分金属の種類が2である不規則合金のことを不規則二元合金 (Random binary alloy) という。